# 鳥取県道256号浦富岩井線
鳥取県道256号浦富岩井線（とっとりけんどう256ごう うらどめいわいせん）は、鳥取県岩美郡岩美町を通る一般県道である。

## 概要
岩美郡岩美町大字浦富から岩美郡岩美町大字岩井に至る。
2025年（令和7年）3月28日、起点の変更に伴い陸上岩井線（くがみいわいせん）から浦富岩井線に変更された。

### 路線データ
- 起点：岩美郡岩美町大字浦富（浦富海岸交差点、国道178号・鳥取県道155号網代港岩美停車場線上）
- 終点：岩美郡岩美町大字岩井（国道9号交点）
- 総延長：6.9 km

## 歴史
- 2025年（令和7年）3月28日 - 鳥取県告示第166号により、路線名が陸上岩井線（くがみいわいせん）から浦富岩井線に変更[1]。

## 路線状況
2003年（平成15年）に田河内（たのこうじ）トンネルが開通し、通行不能が解消された。それまでも田河内トンネルは存在したが自動車は通行不能だった。だから地図を見るとトンネルがあるのに赤い×印が打ってあったりそこだけ細線になったりしているものがあった。現在の地図では、田河内トンネルの区間の旧道は抹消されている。
2023年（令和5年）3月12日に山陰近畿自動車道 浦富IC - 東浜IC間が開通し、その際に東浜ICが改築され、旧東浜居組道路入口交差点 - 東浜IC間（166 m）が延長された。

### 重複区間
- 鳥取県道155号網代港岩美停車場線（岩美町大字浦富・浦富海岸交差点（起点） - 岩美郡岩美町大字牧谷）
- 国道178号（岩美町大字浦富・浦富海岸交差点（起点） - 岩美郡岩美町大字陸上・東浜IC）

### 道路施設

#### 橋梁
- 新吉田橋（吉田川・日野谷川、岩美郡岩美町、国道178号重複区間内）

#### トンネル
- 羽尾坂トンネル：延長150 m、1972年（昭和47年）竣工、岩美郡岩美町（国道178号重複区間内）
- 陸上トンネル：延長490 m、1983年（昭和58年）竣工、岩美郡岩美町（国道178号重複区間内）
- 田河内トンネル：延長490 m、2003年（平成15年）竣工、岩美郡岩美町

## 地理

### 通過する自治体
- 岩美郡岩美町

### 交差する道路
| 交差する道路                                                        | 交差する場所 | 交差する場所          |
| ------------------------------------------------------------------- | ------------ | --------------------- |
| 国道178号 重複区間起点 鳥取県道155号網代港岩美停車場線 重複区間起点 | 大字浦富     | 浦富海岸交差点 / 起点 |
| 鳥取県道155号網代港岩美停車場線 重複区間終点                        | 大字牧谷     |                       |
| 鳥取県道255号大羽尾小羽尾線                                         | 大字小羽尾   |                       |
| E9 山陰近畿自動車道 / 岩美道路・東浜居組道路 国道178号 重複区間終点 | 大字陸上     | 東浜IC                |
| 国道9号                                                             | 大字岩井     | 終点                  |

### 交差する鉄道
- 山陰本線

### 沿線
- JR西日本山陰本線 東浜駅
- 岩井温泉